# سيريل مانغان
سيريل مانغان (بالفرنسية: Cyrille Mangan)‏ هو لاعب كرة قدم كاميروني في مركز الوسط، ولد في 13 سبتمبر 1976 في دوالا في الكاميرون. شارك مع منتخب الكاميرون لكرة القدم. أما مع النوادي، فقد لعب مع نادي زانثي.

## وصلات خارجية
- سيريل مانغان على موقع الاتحاد الدولي (مؤرشف)  (الإنجليزية)
- سيريل مانغان على موقع قاعدة بيانات كرة القدم.إي يو (الإنجليزية)
- سيريل مانغان على موقع ناشيونال فوتبول تيمز (الإنجليزية)